# Dillwynia dillwynioides
Dillwynia dillwynioides là một loài thực vật có hoa trong họ Đậu. Loài này được (Meissner) Druce miêu tả khoa học đầu tiên.